# Гальярди, Эд
Эдвард Джон Гальярди (13 февраля 1952 — 11 мая 2014) — американский бас-гитарист, наиболее известный как оригинальный бас-гитарист рок-группы Foreigner 1970-х годов. Он был участником Foreigner с самого начала в 1976 году. Гальярди, в частности, играл на бас-гитаре Fireglo Rickenbacker, левой рукой, хотя от природы был правшой. Широко известно, что он делал это из восхищения и преданности Полу Маккартни (чаще всего самостоятельно переделывал басы для правшей, переделывал и играл на них вверх ногами сам Гальярди). Гальярди был на альбомах Foreigner и Double Vision
В 1981 году Гальярди вместе с бывшим клавишником Foreigner Элом Гринвудом создал группу Spys, которая задала тон многим синти-рок-группам 80-х и получила признание в музыкальном сообществе.
Гальярди умер от рака 11 мая 2014 года, после восьмилетней борьбы с ним. Друзья и семья провели частную церемонию.
В 2024 году Гальярди был посмертно выбран для включения в Зал славы рок-н-ролла в составе группы Foreigner.